# 思澄堂
思澄堂为位于中国浙江省杭州市上城区解放路132号、丰乐桥畔的一座前美北长老会教堂，也是杭州城区现存新教教堂中唯一的历史建筑。1864年11月美北长老会传教士葛宁和中国传道张澄斋从宁波来杭，不久租房开设皮市巷礼拜堂，1868年张澄斋被推举为本堂第一任牧师。后信徒人数增加，购地筹建新堂，其子张宝庆医生带头奉献1万银元，又募集了5万银元，1924年动工，1927年建成，1930年投入使用，为纪念张澄斋起名思澄堂，皮市巷老教堂则让给分裂出去的中国耶稣教会。1966年教堂一度关闭，被杭州图书馆占用，1981年8月30日复堂。1984年-2000年浙江神学院也曾设在此地。
教堂为三层砖木结构建筑，具有中西结合的风格，平面为十字形，青砖外墙，杨松木梁柱，屋檐翘角颇具中国特色，南侧原设有钟楼一座，1950年代因解放路拓宽而拆除。
1966年文革开始，思澄堂被改为图书馆。1981年，思澄堂归还教会，8月20日复堂。
思澄堂内部可容纳1800人，其中主会场设在二楼，座位呈三面回廊式，经常参加礼拜的信徒约5000人。